# Pleasant Home (Oregon)
Pleasant Home az Amerikai Egyesült Államok északnyugati részén, Oregon állam Multnomah megyéjében elhelyezkedő önkormányzat nélküli település.
Önálló postahivatala 1876-ban és 1918-ban működött.